# Weingut Joh. Jos. Prüm

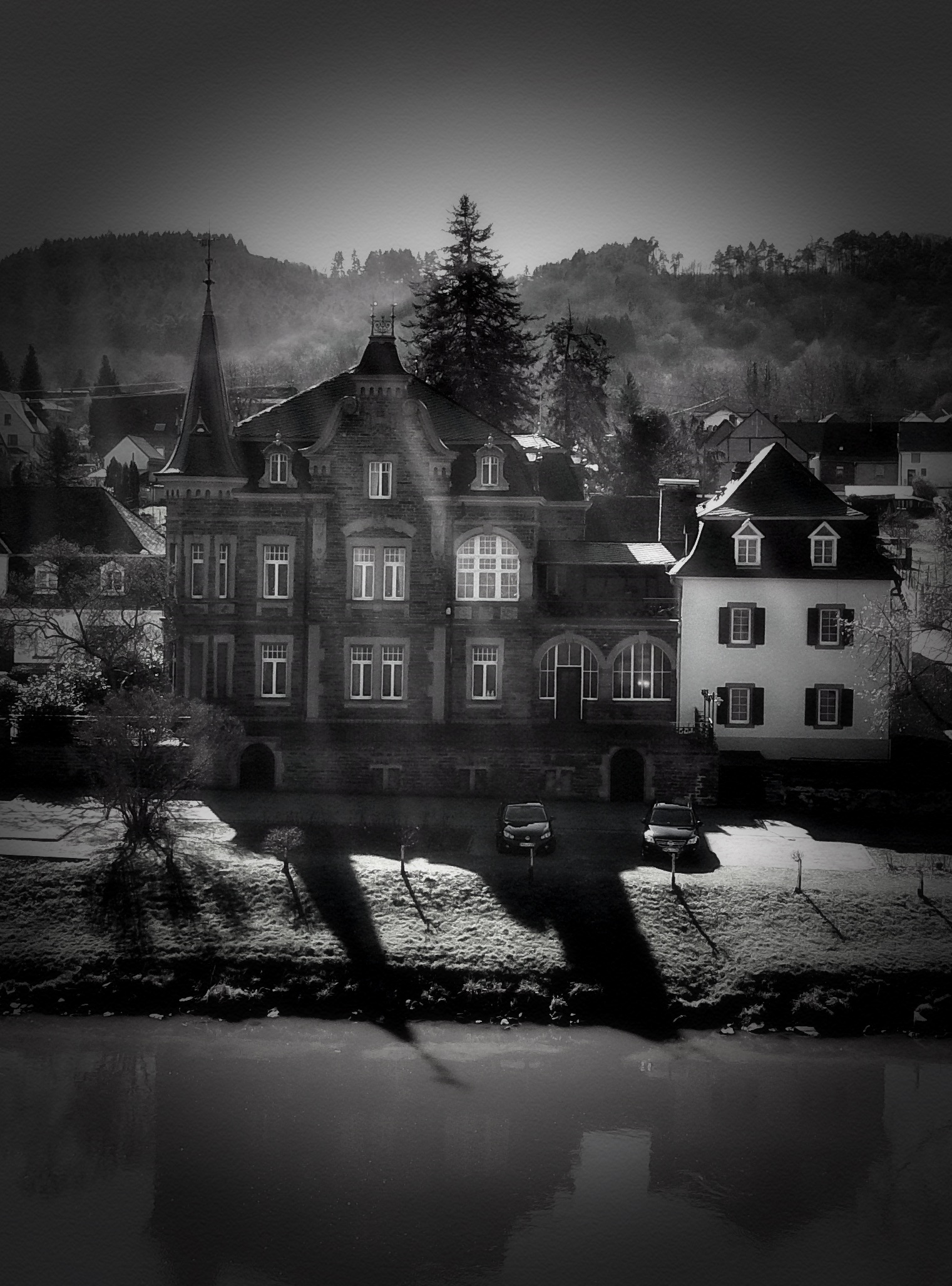
Weingut Joh. Jos. Prüm

Das Weingut Joh. Jos. Prüm (im englischen Sprachraum oft auch kurz als „J.J. Prüm“ bezeichnet) ist ein in Wehlen an der Mosel gelegener Weingutsbetrieb in Familienbesitz im Weinanbaugebiet Mosel. Das Weingut wurde 1911 von Johann Josef Prüm (1873–1944) mit Weinbergen aus seinem Erbteil aus dem alten Weingut S.A. Prüm-Erben gegründet. Es wird heute von Manfred und Katharina Prüm geführt. Die Weine erzielen teilweise weltweite Rekorderlöse für junge Weißweine.

## Geschichte

### Die Anfänge
Die Vorfahren waren seit Jahrhunderten Weinbauern in den Moseldörfern Wehlen und Graach, die zusätzlich zur Bewirtschaftung eigenen Besitzes als sogenannte Hofleute auch für kirchliche Grundherren Weinbau betrieben. Durch die Säkularisation an der Mosel in Folge des Reichsdeputationshauptschlusses im Jahr 1803 wurden weite Teile des kirchlichen Besitzes an der Mosel enteignet und in den folgenden Jahren im Rahmen von Auktionen an Privatpersonen verkauft. Im Rahmen dieser Verkaufsprozesse konnte der Urgroßvater von Johann Josef, dem Sendschöffen Johann Philipp Prüm (1765–1809), seinen Weinbergsbesitz an der Mittelmosel ausweiten. Parallel dazu entstand in dem frühen 19. Jahrhundert ein Markt für Wein, der unter dem Namen der bürgerlichen Produzenten vermarktet werden konnte. Dem Sohn von Johann Philipp, Sebastian Alois Prüm (1794–1871), gelang es Anfang des 19. Jahrhunderts, die Chancen durch einen neuen entstehenden Markt zu nutzen und das Weingut unter dem Namen „S.A. Prüm“ als ein führendes Weingut an der Mittelmosel zu etablieren. Das Weingut wurde 1871 wurde von seinem Sohn Mathias Prüm (1835–1890) übernommen, der 1890 starb. Seine Witwe Anna Maria Kieren (1848–1919) führte zusammen mit ihrem Schwager Jakob Prüm (1838–1918) das Weingut S.A. Prüm bis 1911 weiter.

### Die Teilung von 1911

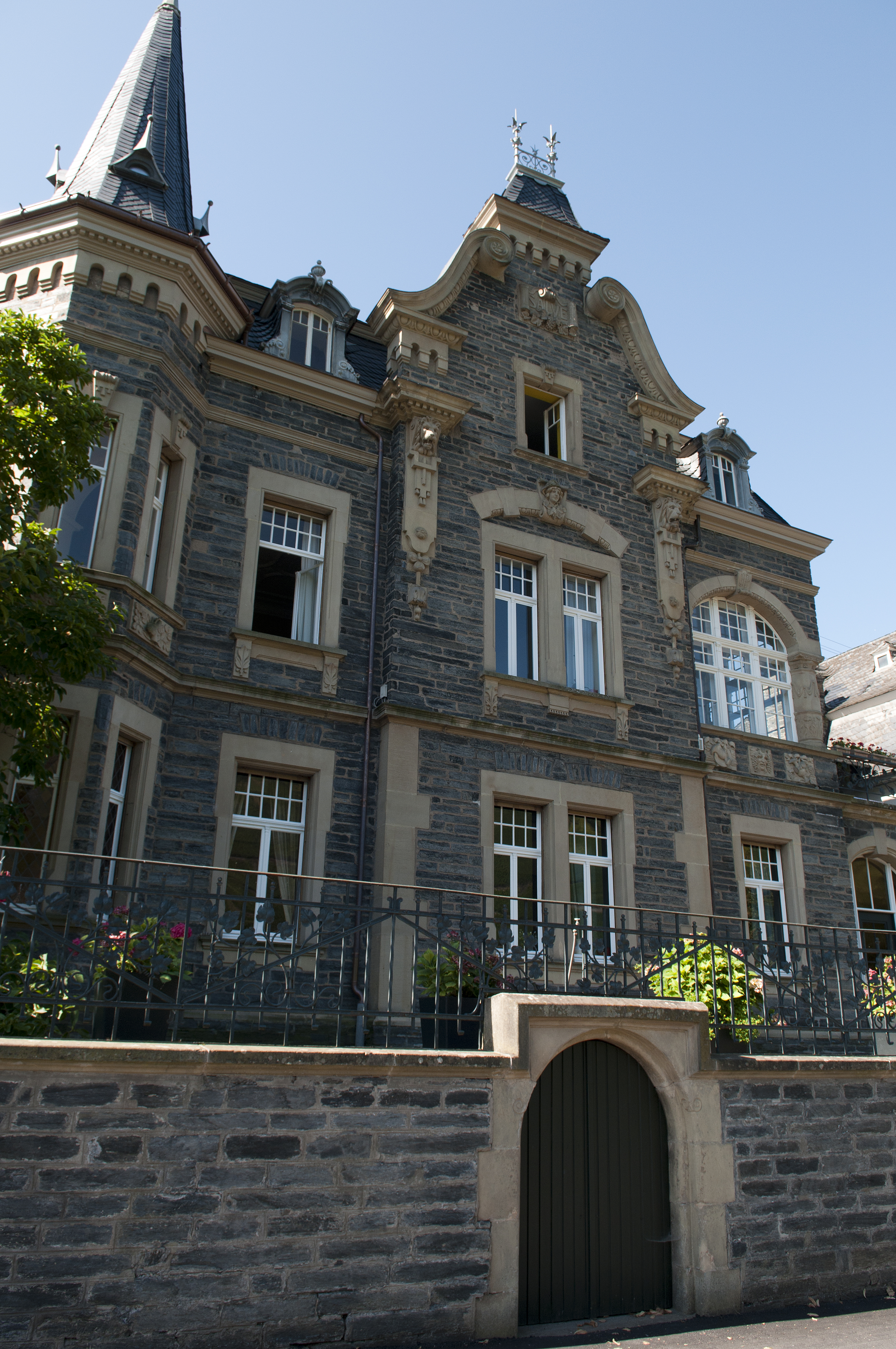
Gutshaus Joh. Jos. Prüm

Mathias Prüm hatte sieben Kinder, unter denen der Besitz des Weinguts S.A. Prüm 1911 aufgeteilt wurde. Johann Josef als der älteste Sohn führte den ererbten Weinbergsbetrieb mit dem Besitz seiner Ehefrau Franziska Dietz zusammen und etablierte das Weingut unter seinem eigenen Namen Joh. Jos. Prüm. Aus dem 1911 geteilten Weingut gingen neben dem noch heute bestehenden Weingut S.A. Prüm eine Vielzahl weiterer noch heute bestehender Weingüter hervor wie Dr. Loosen, Studert-Prüm, Weins-Prüm, Pauly-Bergweiler oder Christoffel-Prüm.

### Der Aufstieg
Johann Josef und vor allem seinem 1902 geborenen Sohn Sebastian Alois Prüm (1902–1969) gelang es, mit dem Fokus auf fruchtbetonte und restsüße Weine einen seinerzeit innovativen und eigenen Weinstil zu entwickeln. Sebastian Alois Prüm, der sich in Abgrenzung zu seinem Onkel nach dem Nachnamen seiner Ehefrau Katharina Erz „Prüm-Erz“ nannte, hatte vier Söhne, Jost Prüm, Eckart Prüm, Manfred Prüm und Wolfgang Prüm.
1969 starb Sebastian Alois Prüm. Den Betrieb führten seine Söhne Manfred und Wolfgang weiter; nach dem Tod von Wolfgang Prüm Manfred Prüm zusammen mit seiner Tochter Katharina Prüm.

## Weinberge
Das Weingut bewirtschaftet ca. 20 Hektar Weinberge in der Wehlener Sonnenuhr (die von dem Vorfahren Jodocus Prüm errichtet wurde), dem Graacher Himmelreich, der Zeltinger Sonnenuhr, der Bernkasteler Badstube und der Bernkasteler Lay. Produziert werden ausschließlich Rieslingtrauben. Im Jahr werden ca. 180.000 Flaschen abgefüllt. Diese werden regelmäßig zu den besten Weinen des deutschen Weinbaus gezählt. Einer der angesehensten Weinkritiker in Deutschland, Stuart Pigott, stellt die Weine auf eine Stufe mit dem kulturellen Kapital Deutschlands wie Patrick Süßkind, Wim Wenders oder Georg Baselitz.
Das Weingut ist Mitglied in dem Verband Deutscher Prädikatsweingüter (VDP).

## Das Gutshaus
Das Gutshaus Uferallee 19 ist ein stattlicher späthistoristischer Schieferbau aus der Zeit um 1900 und steht unter Denkmalschutz (siehe auch Liste der Kulturdenkmäler in Bernkastel-Kues).